# Campionati europei di corsa in montagna 2009
I XV Campionati europei di corsa in montagna si sono disputati a Telfes, in Austria, il 12 luglio 2009 con il nome di European Mountain Running Trophy 2009. Il titolo maschile è stato vinto da Ahmet Arslan, quello femminile da Martina Strähl. 

## Uomini seniores
Individuale
| Pos.    | Atleta           | Nazione  | Tempo    |
| ------- | ---------------- | -------- | -------- |
| Oro     | Ahmet Arslan     | Turchia  | 58'26"   |
| Argento | Marco De Gasperi | Italia   | 59'09"   |
| Bronzo  | Sebastien Epiney | Svizzera | 59'19"   |
| 4       | Timo Zeiler      | Germania | 59'31"   |
| 5       | Raymond Fontaine | Francia  | 59'37"   |
| 6       | Martin Dematteis | Italia   | 1h00'04" |
| 7       | Said Jandari     | Francia  | 1h00'29" |
| 8       | Emmanuel Meyssat | Francia  | 1h00'58" |
| 9       | Riccardo Sterni  | Italia   | 1h01'05" |
| 10      | Javier Crespo    | Spagna   | 1h01'09" |

Squadre
| Pos.    | Squadra | Punti |
| ------- | ------- | ----- |
| Oro     | Italia  | 17    |
| Argento | Francia | 20    |
| Bronzo  | Turchia | 32    |

## Uomini juniores
Individuale
| Pos.    | Atleta            | Nazione     | Tempo  |
| ------- | ----------------- | ----------- | ------ |
| Oro     | Yusuf Alici       | Turchia     | 50'29" |
| Argento | Xavier Chevrier   | Italia      | 50'44" |
| Bronzo  | Candide Pralong   | Svizzera    | 51'39" |
| 4       | Jakub Bajza       | Rep. Ceca   | 52'58" |
| 5       | Scott McDonald    | Regno Unito | 53'06" |
| 6       | Didrik Toenseth   | Norvegia    | 53'13" |
| 7       | Michael Gras      | Francia     | 53'28" |
| 8       | Luca Cagnati      | Italia      | 53'37" |
| 9       | Jörgen Bye Brevik | Norvegia    | 53'51" |
| 10      | Kelemu Crippa     | Italia      | 53'54" |

Squadre
| Pos.    | Squadra     | Punti |
| ------- | ----------- | ----- |
| Oro     | Italia      | 20    |
| Argento | Norvegia    | 26    |
| Bronzo  | Regno Unito | 32    |

## Donne seniores
Individuale
| Pos.    | Atleta               | Nazione     | Tempo  |
| ------- | -------------------- | ----------- | ------ |
| Oro     | Martina Strähl       | Svizzera    | 54'39" |
| Argento | Valentina Belotti    | Italia      | 55'28" |
| Bronzo  | Andrea Mayr          | Austria     | 56'55" |
| 4       | Renate Rungger       | Italia      | 57'17" |
| 5       | Natalia Leontyeva    | Russia      | 57'29" |
| 6       | Bernadette Meier     | Svizzera    | 57'36" |
| 7       | Janna Vokueva        | Russia      | 58'01" |
| 8       | Kate Goodhead        | Regno Unito | 58'34" |
| 9       | Katie Ingram         | Regno Unito | 58'37" |
| 10      | Maria Grazia Roberti | Italia      | 58'40" |

Squadre
| Pos.    | Squadra     | Punti |
| ------- | ----------- | ----- |
| Oro     | Italia      | 16    |
| Argento | Svizzera    | 19    |
| Bronzo  | Regno Unito | 34    |

## Donne juniores
Individuale
| Pos.    | Atleta                | Nazione     | Tempo  |
| ------- | --------------------- | ----------- | ------ |
| Oro     | Dereya Altinats       | Turchia     | 21'50" |
| Argento | Elif Karabulut        | Turchia     | 22'00" |
| Bronzo  | Yasemin Can           | Turchia     | 22'46" |
| 4       | Andrea Loredana Ologu | Romania     | 22'54" |
| 5       | Tatiana Propokova     | Russia      | 23'31" |
| 6       | Gina Paletta          | Regno Unito | 23'45" |
| 7       | Ludmilla Horka        | Rep. Ceca   | 23'46" |
| 8       | Raluca Morjan         | Romania     | 23'46" |
| 9       | Victoria Graves       | Regno Unito | 23'48" |
| 10      | Kaja Obidic           | Slovenia    | 23'50" |

Squadre
| Pos.    | Squadra     | Punti |
| ------- | ----------- | ----- |
| Oro     | Turchia     | 3     |
| Argento | Romania     | 12    |
| Bronzo  | Regno Unito | 15    |

## Medagliere
| Posizione | Paese       | Oro | Argento | Bronzo | Totale |
| --------- | ----------- | --- | ------- | ------ | ------ |
| 1         | Turchia     | 4   | 1       | 2      | 7      |
| 2         | Italia      | 3   | 3       | 0      | 6      |
| 3         | Svizzera    | 1   | 1       | 2      | 4      |
| 4         | Francia     | 0   | 1       | 0      | 1      |
| 4         | Norvegia    | 0   | 1       | 0      | 1      |
| 4         | Romania     | 0   | 1       | 0      | 1      |
| 7         | Regno Unito | 0   | 0       | 3      | 3      |
| 8         | Austria     | 0   | 0       | 1      | 1      |